# 代議院 (マルタ)
代議院（だいぎいん、マルタ語: Karma tad-Deputati、英語: House of Representatives）は、マルタ共和国の一院制の立法府。

## 概要
同国憲法では、マルタ議会（Parlament ta' Malt、Parliament of Malta）は、同国大統領と代議院で構成されることとなっている。
代議院は65人の議員で構成され、任期5年、13の選挙区からそれぞれ5人が選出される。また選挙では最多得票となったものの、議席数において絶対過半数を獲得できなかった政党に対して追加議席が与えられる。マルタの代議院議員や地方議員選挙では単記移譲式投票が行なわれている。この方式では複数政党制となりやすいが、有権者は二大政党に票を投じるため、事実上の二大政党制ができあがっている。

## 建物
かつて代議院はバレッタのマルタ騎士団総長館に置かれていた。2015年に新国会議事堂が完成した。

## 常任委員会
1995年、代議院の各会派と議長との間で議論が重ねられた結果、議院規程が改定されて多くの委員会が設置された。この目的は議会運営の効率化や議会の監視機能の実践の場を作るということであった。
議院規程では以下の6つの常任委員会が規定されている。
- 議院運営委員会
- 議員特権委員会
- 財政委員会
- 外交・ヨーロッパ関係委員会
- 社会問題委員会
- 法案審議委員会

## 会派別議席数
| 政党 | 政党      | 党首                 | 議席数 |
| ---- | --------- | -------------------- | ------ |
|      | 労働党 PL | ジョゼフ・マスカット | 44     |
|      | 国民党 PN | バーナード・グレック | 35     |

出典：選挙管理委員会